# Mistrzostwa Europy w Piłce Ręcznej Mężczyzn 2010

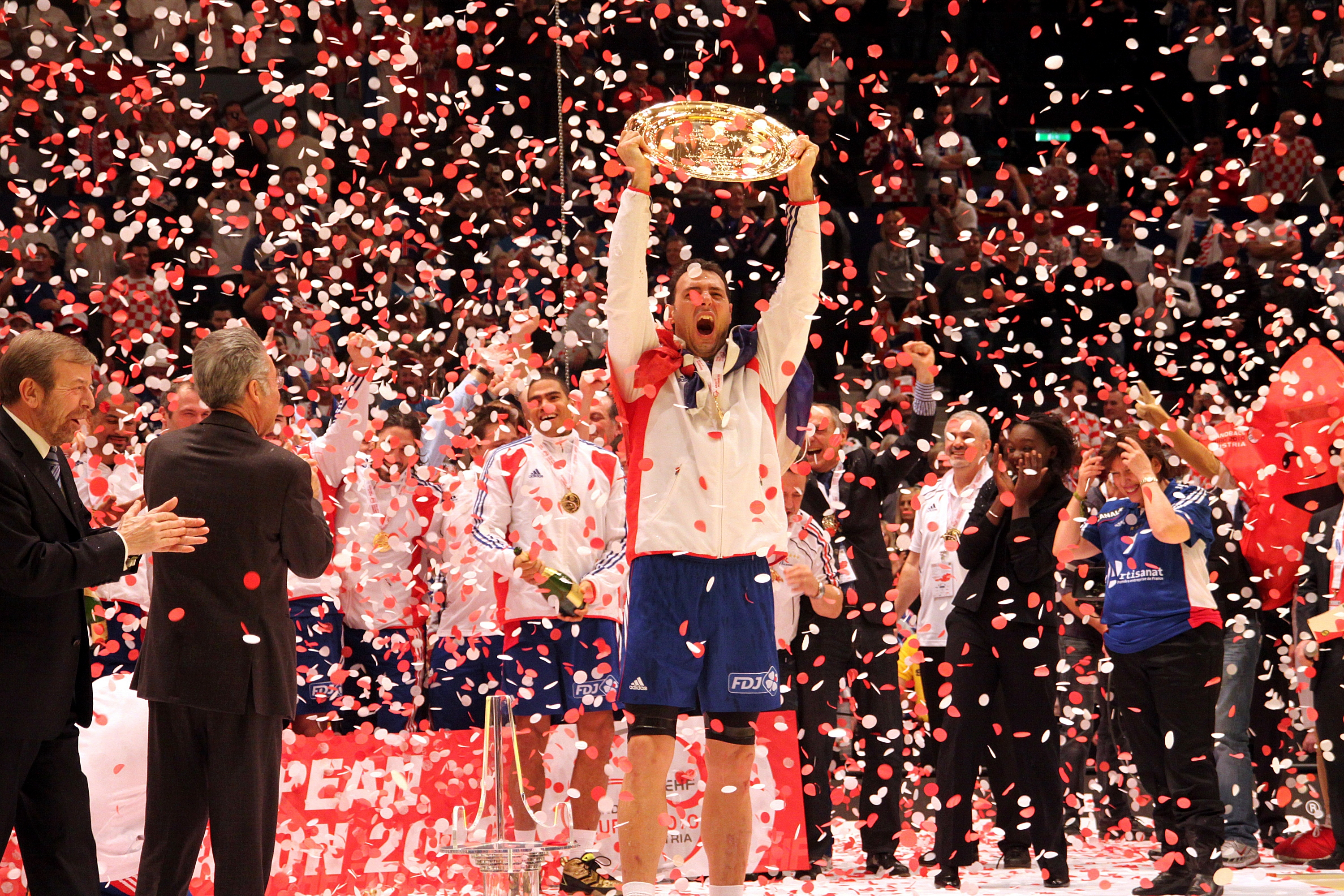
Reprezentacja Francji – mistrzowie Europy

IX Mistrzostwa Europy w Piłce Ręcznej Mężczyzn – turniej, który odbył się w dniach 19–31 stycznia 2010 roku w pięciu austriackich miastach: Grazu, Linzu, Innsbrucku, Wiener Neustadt i Wiedniu. W turnieju zagrało 16 zespołów. Losowania grup dokonano 22 czerwca 2007 roku.
W finałach zagrało 16 narodowych reprezentacji, które zostały podzielone na cztery pule. 14 zespołów uzyskało awans po rozegraniu kwalifikacji w grupach. Stawkę finalistów uzupełniły: obrońca tytułu – Dania i gospodarz turnieju – Austria, która po raz pierwszy zagrała w imprezie tej rangi.
Runda wstępna Euro 2010 odbyła się w Grazu, Linzu, Innsbrucku i Wiener Neustadt. Rundę zasadniczą zaplanowano w Wiedniu i Innsbrucku, a finały w stolicy Austrii.
Uczestników finałów rozstawiono zgodnie z ich wynikami w kwalifikacjach. Zwycięzcy eliminacyjnych grup oraz Danię przyporządkowano do koszyków nr 1 i 2. Zespoły z drugich miejsc oraz Austrię skierowano do koszyków nr 3 i 4.

## Sędziowie
- Gerhard Reisinger / Christian Kaschütz
- Andrej Husko / Siarhiej Repkin
- Václav Horáček / Jiří Novotný
- Per Olesen / Lars Elby Pedersen
- Nordine Lazaar / Laurent Reveret
- Gregorio Muro / Alfonzo Rodríguez
- Bernd Methe / Reiner Methe
- Kenneth Abrahamsen / Arne Kristiansen
- Ivan Caçador / Euricio Nicolau
- Constantin Din / Sorin-Laurenţiu Dinu
- Nenad Nikolić / Dušan Stojković
- Rickard Canbro / Mikael Claesson

## Obiekty
| Wiedeń            | WiedeńLinzInnsbruckGrazWiener Neustadt | Linz              |
| Wiener Stadthalle | WiedeńLinzInnsbruckGrazWiener Neustadt | TipsArena         |
| Pojemność: 20 000 | WiedeńLinzInnsbruckGrazWiener Neustadt | Pojemność: 12 000 |
|                   | WiedeńLinzInnsbruckGrazWiener Neustadt |                   |
| Innsbruck         | WiedeńLinzInnsbruckGrazWiener Neustadt | Graz              |
| Olympiahalle      | WiedeńLinzInnsbruckGrazWiener Neustadt | Stadthalle        |
| Pojemność: 15 000 | WiedeńLinzInnsbruckGrazWiener Neustadt | Pojemność: 16 000 |
|                   | WiedeńLinzInnsbruckGrazWiener Neustadt |                   |
| Wiener Neustadt   | WiedeńLinzInnsbruckGrazWiener Neustadt |                   |
| Arena Nova        | WiedeńLinzInnsbruckGrazWiener Neustadt |                   |
| Pojemność: 8000   | WiedeńLinzInnsbruckGrazWiener Neustadt |                   |
|                   | WiedeńLinzInnsbruckGrazWiener Neustadt |                   |

## Rozstawienie drużyn
- Koszyk 1:  Dania,  Chorwacja,  Francja,  Niemcy
- Koszyk 2:  Szwecja,  Hiszpania,  Islandia,  Rosja
- Koszyk 3:  Austria,  Norwegia,  Polska,  Węgry
- Koszyk 4:  Słowenia,  Czechy,  Ukraina,  Serbia
  - Losowanie grup odbyło się 24 czerwca 2009 o godzinie 19.00

## Faza wstępna

### Grupa A (Graz)
| Zespół    | Pkt | M | W | R | P | G + | G – | +/− |
| --------- | --- | - | - | - | - | --- | --- | --- |
| Chorwacja | 6   | 3 | 3 | 0 | 0 | 83  | 76  | +7  |
| Norwegia  | 4   | 3 | 2 | 0 | 1 | 82  | 78  | +4  |
| Rosja     | 2   | 3 | 1 | 0 | 2 | 89  | 91  | -2  |
| Ukraina   | 0   | 3 | 0 | 0 | 3 | 87  | 96  | -9  |

| 19 stycznia 2010, 18:10 | Rosja Konstantin Igropulo – 11 goli 3x 3x | 37:33 (21:16) Raport | Ukraina Serhij Burka – 9 goli 4x 3x |

| 19 stycznia 2010, 20:10 | Chorwacja Drago Vuković – 7 goli 5x 3x | 25:23 (11:10) Raport | Norwegia Havard Tvedten – 9 goli 6x 3x |

| 21 stycznia 2010, 18:10 | Ukraina Serhij Onufrijenko – 11 goli 4x 2x | 25:28 (14:12) Raport | Chorwacja Igor Vori – 6 goli 4x 3x |

| 21 stycznia 2010, 20:10 | Norwegia Kristian Kjelling – 8 goli 5x 3x | 28:24 (16:13) Raport | Rosja Dmitrij Kowalew, Aleksiej Rastworczew – 4 gole 4x 3x |

| 23 stycznia 2010, 18:10 | Chorwacja Ivan Čupić – 8 goli 2x 3x | 30:28 (17:16) Raport | Rosja Konstantin Igropulo – 12 goli 6x 3x |

| 23 stycznia 2010, 20:10 | Norwegia Havard Tvedten – 8 goli 4x 3x | 31:29 (14:16) Raport | Ukraina Serhij Burka, Serhij Onufrijenko – 7 goli 7x 3x 1x |

### Grupa B (Linz)
| Zespół   | Pkt | M | W | R | P | G + | G – | +/− |
| -------- | --- | - | - | - | - | --- | --- | --- |
| Islandia | 4   | 3 | 1 | 2 | 0 | 93  | 88  | +5  |
| Dania    | 4   | 3 | 2 | 0 | 1 | 83  | 79  | +4  |
| Austria  | 3   | 3 | 1 | 1 | 1 | 103 | 101 | +2  |
| Serbia   | 1   | 3 | 0 | 1 | 2 | 83  | 94  | -11 |

| 19 stycznia 2010, 18:15 | Dania Thomas Mogensen – 7 goli 3x 3x | 33:29 (17:15) Raport | Austria Vytautas Ziura – 7 goli 3x 3x |

| 19 stycznia 2010, 20:15 | Islandia Guðjón Valur Sigurðsson – 9 goli 5x 3x | 29:29 (15:11) Raport | Serbia Momir Ilić – 7 goli 6x 3x |

| 21 stycznia 2010, 18:15 | Austria Viktor Szilágyi – 10 goli 4x 3x | 37:37 (17:20) Raport | Islandia Arnór Atlason – 8 goli 2x 3x |

| 21 stycznia 2010, 20:15 | Serbia Momir Ilić, Ivan Stanković, Žarko Šešum – 4 gole 6x 3x | 23:28 (9:15) Raport | Dania Anders Eggert – 10 goli 3x 3x |

| 23 stycznia 2010, 18:15 | Austria Viktor Szilágyi – 9 goli 6x 4x | 37:31 (15:18) Raport | Serbia Žarko Šešum – 8 goli 6x 3x |

| 23 stycznia 2010, 20:15 | Dania Lars Christiansen – 5 goli 5x 3x | 22:27 (13:15) Raport | Islandia Guðjón Valur Sigurðsson – 6 goli 5x 3x |

### Grupa C (Innsbruck)
| Zespół   | Pkt | M | W | R | P | G + | G – | +/− |
| -------- | --- | - | - | - | - | --- | --- | --- |
| Polska   | 5   | 3 | 2 | 1 | 0 | 84  | 79  | +5  |
| Słowenia | 4   | 3 | 1 | 2 | 0 | 91  | 89  | +2  |
| Niemcy   | 3   | 3 | 1 | 1 | 1 | 89  | 90  | -1  |
| Szwecja  | 0   | 3 | 0 | 0 | 3 | 78  | 84  | -6  |

| 19 stycznia 2010, 18:30 | Niemcy Lars Kaufmann – 7 goli 4x 2x | 25:27 (8:12) Raport | Polska Karol Bielecki – 6 goli 4x 3x |

| 19 stycznia 2010, 20:30 | Szwecja Källman, Karlsson, Ekberg, Doder – 5 goli 8x 3x | 25:27 (13:7) Raport | Słowenia Luka Žvižej – 8 goli 3x 2x |

| 20 stycznia 2010, 18:30 | Słowenia Vid Kavtičnik, David Spiler – 7 goli 5x 3x | 34:34 (16:11) Raport | Niemcy Christoph Theuerkauf – 7 goli 2x 3x |

| 20 stycznia 2010, 20:30 | Polska Michał Jurecki, Tomasz Rosiński – 6 goli 3x 2x | 27:24 (15:14) Raport | Szwecja Kim Andersson – 4 gole 8x 3x |

| 22 stycznia 2010, 18:15 | Niemcy Holger Glandorf – 8 goli 4x 3x 1x | 30:29 (21:18) Raport | Szwecja Kim Andersson – 7 goli 2x 2x |

| 22 stycznia 2010, 20:15 | Polska Krzysztof Lijewski – 6 goli 7x 4x | 30:30 (12:13) Raport | Słowenia Luka Žvižej – 9 goli 7x 3x |

### Grupa D (Wiener Neustadt)
| Zespół    | Pkt | M | W | R | P | G + | G – | +/− |
| --------- | --- | - | - | - | - | --- | --- | --- |
| Hiszpania | 5   | 3 | 2 | 1 | 0 | 95  | 74  | +21 |
| Francja   | 4   | 3 | 1 | 2 | 0 | 74  | 73  | +1  |
| Czechy    | 2   | 3 | 1 | 0 | 2 | 78  | 84  | -6  |
| Węgry     | 1   | 3 | 0 | 1 | 2 | 80  | 96  | -16 |

| 19 stycznia 2010, 18:15 | Hiszpania Iker Romero Fernández – 14 goli 6x 2x | 37:25 (17:10) Raport | Czechy Filip Jícha – 8 goli 6x 3x |

| 19 stycznia 2010, 20:15 | Francja Nikola Karabatić – 7 goli 3x 3x | 29:29 (16:16) Raport | Węgry Ferenc Ilyés – 7 goli 8x 3x 1x |

| 20 stycznia 2010, 18:15 | Czechy Filip Jícha – 6 goli 3x 3x | 20:21 (10:16) Raport | Francja Daniel Narcisse, Luc Abalo – 4 gole 1x 3x |

| 20 stycznia 2010, 20:15 | Węgry Milorad Krivokapic, Péter Gulyás – 5 goli 6x 2x | 25:34 (9:17) Raport | Hiszpania Alberto Entrerríos, Víctor Tomás – 7 goli 3x 4x |

| 22 stycznia 2010, 18:15 | Francja Nikola Karabatić – 5 goli 4x 3x | 24:24 (10:10) Raport | Hiszpania Julen Aguinagalde, Juan Antonio Garcia – 6 goli 3x 3x |

| 22 stycznia 2010, 20:15 | Węgry Gábor Császár – 6 goli 6x 3x | 26:33 (13:14) Raport | Czechy Filip Jícha – 14 goli 4x 3x |

## Faza zasadnicza

### Grupa I (Wiedeń)
| Zespół    | Pkt | M | W | R | P | G + | G – | +/− |
| --------- | --- | - | - | - | - | --- | --- | --- |
| Chorwacja | 9   | 5 | 4 | 1 | 0 | 134 | 123 | +11 |
| Islandia  | 8   | 5 | 3 | 2 | 0 | 163 | 149 | +14 |
| Dania     | 6   | 5 | 3 | 0 | 2 | 136 | 134 | +2  |
| Norwegia  | 4   | 5 | 2 | 0 | 3 | 138 | 135 | +3  |
| Austria   | 3   | 5 | 1 | 1 | 3 | 147 | 156 | -9  |
| Rosja     | 0   | 5 | 0 | 0 | 5 | 140 | 161 | -21 |

| 25 stycznia 2010, 16:00 Sędzia: Horáček i Novotný Widzów: 6800 | Chorwacja Ivan Čupić – 5 goli 5x 3x 1x | 26:26 (12:15) Raport | Islandia Olafur Stefansson – 7 goli 9x 3x 1x |

| 25 stycznia 2010, 18:00 Sędzia: Lazaar i Reveret Widzów: 6800 | Norwegia Bjarte Myrhol, Håvard Tvedten – 6 goli 2x 3x | 30:27 (15:12) Raport | Austria Roland Schlinger – 6 goli 7x 3x 1x |

| 25 stycznia 2010, 20:15 Sędzia: Muro i Rodríguez Widzów: 6800 | Rosja Konstantin Igropulo – 6 goli 3x 3x 1x | 28:34 (13:18) Raport | Dania Michael V. Knudsen, Lars Christiansen – 6 goli 4x 4x |

| 26 stycznia 2010, 16:00 Sędzia: Lazaar i Reveret Widzów: 4000 | Rosja Michaił Czipurin – 7 goli 6x 3x | 30:38 (10:19) Raport | Islandia Snorri Guðjónsson, Alexander Petersson – 7 goli 6x 3x |

| 26 stycznia 2010, 18:00 Sędzia: Canbro i Claesson Widzów: 8000 | Chorwacja Ivan Čupić – 6 goli 3x 2x | 26:23 (11:10) Raport | Austria Roland Schlinger, Viktor Szilágyi – 5 goli 4x 4x 1x |

| 26 stycznia 2010, 20:15 Sędzia: B. Methe i R. Methe Widzów: 7000 | Norwegia Kristian Kjelling – 7 goli 4x 3x | 23:24 (15:11) Raport | Dania Anders Eggert, Mikkel Hansen, Hans Lindberg – 5 goli 6x 3x |

| 28 stycznia 2010, 16:00 Sędzia: Muro i Rodríguez Widzów: 7000 | Norwegia Håvard Tvedten – 7 goli 5x 3x | 34:35 (16:18) Raport | Islandia Arnór Atlanson – 10 goli 5x 3x |

| 28 stycznia 2010, 18:00 Sędzia: B. Methe i R. Methe Widzów: 8200 | Rosja Michaił Czipurin – 7 goli 11x 3x | 30:31 (15:17) Raport | Austria Robert Weber, Konrad Wilczynski, Roland Schlinger – 6 goli 9x 3x |

| 28 stycznia 2010, 20:15 Sędzia: Horáček i Novotný Widzów: 9000 | Chorwacja Denis Buntić – 8 goli 6x 4x | 27:23 (14:11) Raport | Dania Mikkel Hansen, Michael V. Knudsen – 5 goli 6x 3x |

### Grupa II (Innsbruck)
| Zespół    | Pkt | M | W | R | P | G + | G – | +/− |
| --------- | --- | - | - | - | - | --- | --- | --- |
| Francja   | 9   | 5 | 4 | 1 | 0 | 135 | 118 | +17 |
| Polska    | 7   | 5 | 3 | 1 | 1 | 148 | 144 | +4  |
| Hiszpania | 7   | 5 | 3 | 1 | 1 | 152 | 133 | +19 |
| Czechy    | 3   | 5 | 1 | 1 | 3 | 142 | 154 | -12 |
| Niemcy    | 2   | 5 | 0 | 2 | 3 | 127 | 136 | -9  |
| Słowenia  | 2   | 5 | 0 | 2 | 3 | 159 | 178 | -19 |

| 24 stycznia 2010, 16:30 Sędzia: Din i Dinu Widzów: 8200 | Niemcy Torsten Jansen – 5 goli 5x 3x | 22:24 (10:12) Raport | Francja Guillame Joli – 7 goli 1x 3x |

| 24 stycznia 2010, 18:30 Sędzia: Olesen i Pedersen Widzów: 7700 | Polska Bartosz Jurecki – 6 goli 5x 3x | 32:26 (13:9) Raport | Hiszpania Iker Romero – 8 goli 2x 2x |

| 24 stycznia 2010, 20:30 Sędzia: Reisinger i Kaschütz Widzów: 5600 | Słowenia Vid Kavtičnik – 8 goli 3x 3x | 35:37 (12:21) Raport | Czechy Filip Jícha – 12 goli 6x 3x |

| 26 stycznia 2010, 16:15 Sędzia: Olesen i Pedersen Widzów: 4500 | Słowenia Vid Kavtičnik, Luka Žvižej – 6 goli 4x 3x | 28:37 (18:17) Raport | Francja Michaël Guigou – 10 goli 3x |

| 26 stycznia 2010, 18:15 Sędzia: Nikolić i Stojković Widzów: 7000 | Niemcy Uwe Gensheimer – 5 goli 4x 3x | 20:25 (9:14) Raport | Hiszpania Víctor Tomás – 6 goli 6x 3x |

| 26 stycznia 2010, 20:15 Sędzia: Abrahamsen i Kristiansen Widzów: 5100 | Polska Karol Bielecki – 7 goli 1x 3x | 35:34 (18:19) Raport | Czechy Filip Jícha – 7 goli 3x 3x |

| 28 stycznia 2010, 16:30 Sędzia: Abrahamsen i Kristiansen Widzów: 5200 | Niemcy Lars Kaufmann – 7 goli 2x 2x | 26:26 (16:14) Raport | Czechy Filip Jícha – 6 goli 4x 3x |

| 28 stycznia 2010, 18:30 Sędzia: Din i Dinu Widzów: 6400 | Słowenia Luka Žvižej – 9 goli 2x 3x | 32:40 (14:20) Raport | Hiszpania Alberto Entrerríos – 11 goli 4x 3x |

| 28 stycznia 2010, 20:30 Sędzia: Nikolić i Stojković Widzów: 7000 | Polska Karol Bielecki – 5 goli 4x 4x | 24:29 (10:15) Raport | Francja Daniel Narcisse, Cedric Sorhaindo – 6 goli 1x 3x |

## Faza finałowa (Wiedeń)

### Mecz o 5. miejsce
| 30 stycznia 2010, 11:30 Sędzia: Reisinger i Kaschütz Widzów: 4000 | Dania Torsten Laen – 8 goli 6x 2x | 34:27 (18:13) Raport | Hiszpania Cristian Malmagro – 7 goli 4x 2x |

### Półfinały
| 30 stycznia 2010, 14:00 Sędzia: Olesen i Pedersen Widzów: 9000 | Francja Nikola Karabatić – 9 goli 4x 2x | 36:28 (16:14) Raport | Islandia Aron Pálmarsson – 6 goli 2x 1x |

| 30 stycznia 2010, 16:25 Sędzia: Abrahamsen i Kristiansen Widzów: 11000 | Chorwacja Ivan Čupić – 6 goli 4x 3x | 24:21 (9:10) Raport | Polska Michał Jurecki – 7 goli 3x 2x |

### Mecz o 3. miejsce
| 31 stycznia 2010, 15:00 Sędzia: Lazaar i Reveret Widzów: 9000 | Islandia Guðjón Valur Sigurðsson – 8 goli 4x 3x | 29:26 (18:10) Raport | Polska Bartosz Jurecki, Michał Jurecki, Tomasz Tłuczyński – 4 gole 8x 3x |

### Finał
| 31 stycznia 2010, 17:30 Sędzia: B.Methe i R.Methe Widzów: 11000 | Francja Nikola Karabatić – 6 goli 3x 4x | 25:21 (12:12) Raport | Chorwacja Vedran Zrnić – 7 goli 3x 4x 1x |

## Nagrody indywidualne
- MVP: Filip Jícha –  Czechy
- Najlepszy bramkarz: Sławomir Szmal –  Polska
- Najlepszy lewoskrzydłowy: Manuel Štrlek –  Chorwacja
- Najlepszy prawoskrzydłowy: Luc Abalo –  Francja
- Najlepszy lewy rozgrywający: Filip Jícha –  Czechy
- Najlepszy prawy rozgrywający: Ólafur Stefánsson –  Islandia
- Najlepszy środkowy rozgrywający: Nikola Karabatić –  Francja
- Najlepszy obrotowy: Igor Vori –  Chorwacja
- Najlepszy obrońca: Jakov Gojun –  Chorwacja
- Najskuteczniejszy strzelec: Filip Jícha –  Czechy (53 bramki w 6 meczach)

## Końcowa klasyfikacja Mistrzostw Europy 2010
| Lp. | Drużyna                         | Kwalifikacje      |
| --- | ------------------------------- | ----------------- |
|     | Francja                         | MŚ w Szwecji 2011 |
|     | Chorwacja                       | MŚ w Szwecji 2011 |
|     | Islandia                        | MŚ w Szwecji 2011 |
| 4.  | Polska                          | MŚ w Szwecji 2011 |
| 5.  | Dania (obrońcy tytułu)          |                   |
| 6.  | Hiszpania                       |                   |
| 7.  | Norwegia                        |                   |
| 8.  | Czechy                          |                   |
| 9.  | Austria (gospodarz i debiutant) |                   |
| 10. | Niemcy                          |                   |
| 11. | Słowenia                        |                   |
| 12. | Rosja                           |                   |
| 13. | Serbia                          |                   |
| 14. | Węgry                           |                   |
| 15. | Szwecja                         |                   |
| 16. | Ukraina                         |                   |

Do MŚ w Szwecji 2011 powinny awansować trzy pierwsze reprezentacje, ale z powodu, że Francja jest mistrzem świata ma zapewniony awans.